# Fürnsal
Fürnsal is een plaats in de Duitse gemeente Dornhan, deelstaat Baden-Württemberg, en telt 420 inwoners (2004).